# Karpatenvorland

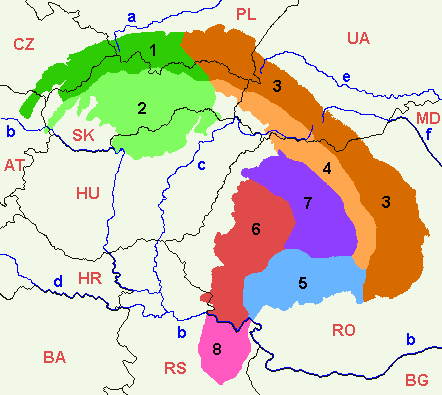
Überblick zum Karpatensystem
1. Äußere Westkarpaten,
2. Innere Westkarpaten,
3. Äußere Ostkarpaten,
4. Innere Ostkarpaten,
5. Südkarpaten,
6. Westrumänische Karpaten,
7. Transsilvanisches Becken,
8. Serbische Karpaten

Das Karpatenvorland liegt an der äußeren Seite des Karpatenbogens. Anteil am Karpaten-Vorland haben die Länder Österreich, Tschechien, Polen, die Slowakei, die Ukraine und Rumänien. Geologisch und auch geographisch ist zumindest das nördliche (äußere) Wiener Becken ein Teil des Alpen- und Karpatenvorlandes, es besitzt eine vermittelnde Stellung zwischen den zusammen entstandenen Vorlandgebieten der Gebirge. Das geologisch ähnlich junge Senkungsgebiet im Innern des Karpatenbogens ist die Pannonische Tiefebene, die große Teile Ungarns und Rumäniens einnimmt, sie wird nicht als Karpatenvorland bezeichnet.

## Geographie
Das Karpatenvorland umfasst in Österreich das westliche Weinviertel bis zur Klippenzone. Es ist ein flaches bis mittelgebirgiges Hügelland mit mächtigen Lössdecken. Nördlich der Donau grenzt an das Karpatenvorland eine Zone von Sandsteinbergen (Beispiel: Bisamberg) als Fortsetzung der Flyschzone der Ostalpen. Südlich vorgelagerte Kalkklippen ziehen gegen Nordnordosten und gehören schon zu den Karpaten, so die Leiser Berge (491 m), die Staatzer Klippe und die Falkensteiner Berge (Klippenzone/Waschbergzone). Die Slowakei besitzt nur im Äußeren Wiener Becken einen Anteil am Karpatenvorland.
Die Karpatenvortiefe in Tschechien liegt im Vorland der Weißen Karpaten in Mähren und umfasst unter anderem die Pollauer Berge (Pavlovské vrchy) im Bezirk Břeclav. In Polen wird das Vorland der Karpaten von den Verwaltungsbezirken der Województwo małopolskie (Woiwodschaft Kleinpolen) und der Województwo podkarpackie (Woiwodschaft Karpatenvorland) eingenommen. Das Karpatenvorland in der Ukraine liegt zum größten Teil in der historischen Landschaft Galizien, die heute von den Oblasten Tscherniwzi, Iwano-Frankiwsk und Lwiw eingenommen wird. Nach Westen geht es in die Dnister-Ebene über.
In Rumänien begleitet das Karpatenvorland den Richtungswechsel der Karpaten. Östlich der Ostkarpaten liegt es im Gebiet des Hochlands der Moldova in der Bukowina und der Region Moldau, vor den Südkarpaten ist das Vorland Teil der Walachischen Tiefebene.

## Geologie
Die Karpaten waren im Tertiär ein Meer. Im Untergrund des Karpatenvorlands befinden sich dementsprechend tertiäre, marine Ablagerungen. Wegen ihrer Position zum Karpatengebirge und ihrer Entstehungsgeschichte sind die Gesteine des Karpatenvorlands als Molasse zu bezeichnen. In Österreich und im Wiener Becken ist die Molasse im Wesentlichen untermiozänen Alters, in Tschechien und Polen kommen Gesteine aus dem oberen Miozän dazu, in der Ukraine und den rumänischen Ostkarpaten schließlich ist mächtiges Pliozän entwickelt. Im Gegensatz zum Alpenvorland sind in den Schichten des Karpatenvorlands keine landnahen Ablagerungen nachzuweisen, entlang der gesamten Karpaten bleibt die Schichtenfolge marin.
Die Gesteine des Karpatenvorlands sind wie im Alpenvorland Mergel, Kalksteine, Tonsteine und Sandsteine vorhanden, die eine große Gesamtmächtigkeit erreichen können. Schlier und Tegel in Österreich können bis zu 1500 m mächtig sein, im Vorland der Ost- und Südkarpaten werden insgesamt über 10.000 m erreicht.
Während der Gebirgsbildung im späten Tertiär (Miozän bis Ende Pliozän) wurden die in tieferem Meer abgelagerten karpatischen Flysche weit über die Ablagerungen des Karpatenvorlands überschoben. Tiefbohrungen bei Karwin in Polen haben eine Überschiebungsweite von mindestens 20 km nachgewiesen.
Eine Besonderheit des ostpolnischen, ukrainischen und rumänischen Karpatenvorlandes sind mächtige Salz-Lagerstätten, die Objekt einer intensiven Abbautätigkeit sind. Im polnischen Wieliczka ist ein Salinenmuseum eingerichtet. Vor allem in Rumänien kam es zur Entstehung von Salzstöcken.
Ein weiterer wichtiger Bodenschatz des Karpatenvorlands ist Erdöl. Südlich des polnischen Krosno befinden sich die ältesten untertägigen Förderstellen der Welt. Weitere wichtige Erdölförderstellen liegen bei den westukrainischen Städten Boryslaw und Kolomyja sowie im Umfeld der rumänischen Stadt Ploiești.

## Klima
Es herrscht in westseits liegenden Landschaften pannonisches Klima vor. Das Karpatenvorland am östlichen Abhang der ukrainischen Gebiete wird deutlich von kontinentalem Klima beeinflusst.

## Flora und Fauna
Pannonisches Pflanzenkleid; Laubmischwälder